# 畑中文治
畑中文治（はたなか ぶんじ、1952年 - 2013年）は日本の新左翼活動家。本名、川音勉、旧姓は小関。
東京教育大付属高校から早稲田大学第一文学部に進学。69年の高校生ころからブント系の高校生組織の指導部。早稲田大学では川口大三郎事件に遭遇、反革マル自治会再建運動に参加し、革マル支配のなかで登校できず。ブント情況派（共産主義者同盟再建準備委員会）に加盟、その後情況派は遠方派と分裂、ブント遊撃派に所属、革命の旗、2000年以降は共産主義者同盟首都圏委員会の指導者として活動、2013年死去。享年60。没後、『川音勉論集 新たなる出立に際して』（共産主義者同盟首都圏委員会・刊行委員会　非売品）が刊行された。